# 環角石 (箭鉤角石目)
環角石（學名：[Gyroceras] 错误：{{Lang}}：文本有斜体标记（帮助））是一屬已滅絕的鸚鵡螺類。牠們生存在泥盆紀至石炭紀的海洋中。其化石分布於北美。
本屬在箭鉤角石目中的地位尚未確定。